# Do sostingut menor
Do sostingut menor (també Do#m en la notació europea i C#m en la notació americana) és la tonalitat que té l'escala major a partir de la nota do sostingut. Així, la seva escala està constituïda per les notes do#, re#, mi, fa#, sol#, la i si. La seva armadura té quatre sostinguts (do, re, fa, sol). El seu relatiu major és la tonalitat de mi major, i la tonalitat homònima és do sostingut major.
Del segle xviii només es coneixen dues simfonies escrites en aquesta tonalitat: una és de Joseph Martin Kraus, però sembla que va trobar dificultat en aquesta tonalitat, ja que la va reescriure després en do menor. Fins i tot en els dos segles següents les simfonies en do sostingut menor són rares. Dos exemples notables són la Simfonia núm. 5 de Mahler i la Simfonia núm. 7 de Prokófiev.
Aquesta tonalitat es dona més en la literatura per a piano. Domenico Scarlatti va escriure només dues sonates per a teclat en do sostingut menor: les K. 246 i 247. Haydn no va compondre obres en aquesta tonalitat i Mozart només en va escriure una. Però a partir d'obres com la sonata Clar de lluna de Beethoven, la tonalitat era més usada en les composicions.